# Лагоан
Лагоан (порт. Lagoão)  —  муниципалитет в Бразилии, входит в штат Риу-Гранди-ду-Сул. Составная часть мезорегиона Северо-запад штата Риу-Гранди-ду-Сул. Входит в экономико-статистический  микрорегион Соледади. Население составляет 6143 человека на 2006 год. Занимает площадь 383,658 км². Плотность населения — 16,0 чел./км².

## История
Город основан 20 апреля 1988 года. 

## Статистика
- Валовой внутренний продукт на 2003 составляет 31.943.207,00 реалов (данные: Бразильский институт географии и статистики).
- Валовой внутренний продукт на душу населения на 2003 составляет 5.217,77 реалов (данные: Бразильский институт географии и статистики).
- Индекс развития человеческого потенциала на 2000 составляет 0,674 (данные: Программа развития ООН).